# Spezialmodell S1
Das Spezialmodell S1, oft kurz S1, ursprünglich HS-1, war eine von Konrad Zuse im Jahr 1942 für die Henschel Flugzeug-Werke konstruierte Rechenmaschine zur Berechnung von Flügelpositionen der Gleitbombe Henschel Hs 293. Sie war damit wahrscheinlich die erste digitale zur Fertigungssteuerung eingesetzte Rechenmaschine. Die S1 war bis zur Zerstörung durch Bomben 1944 im Dauereinsatz.

## Zweck

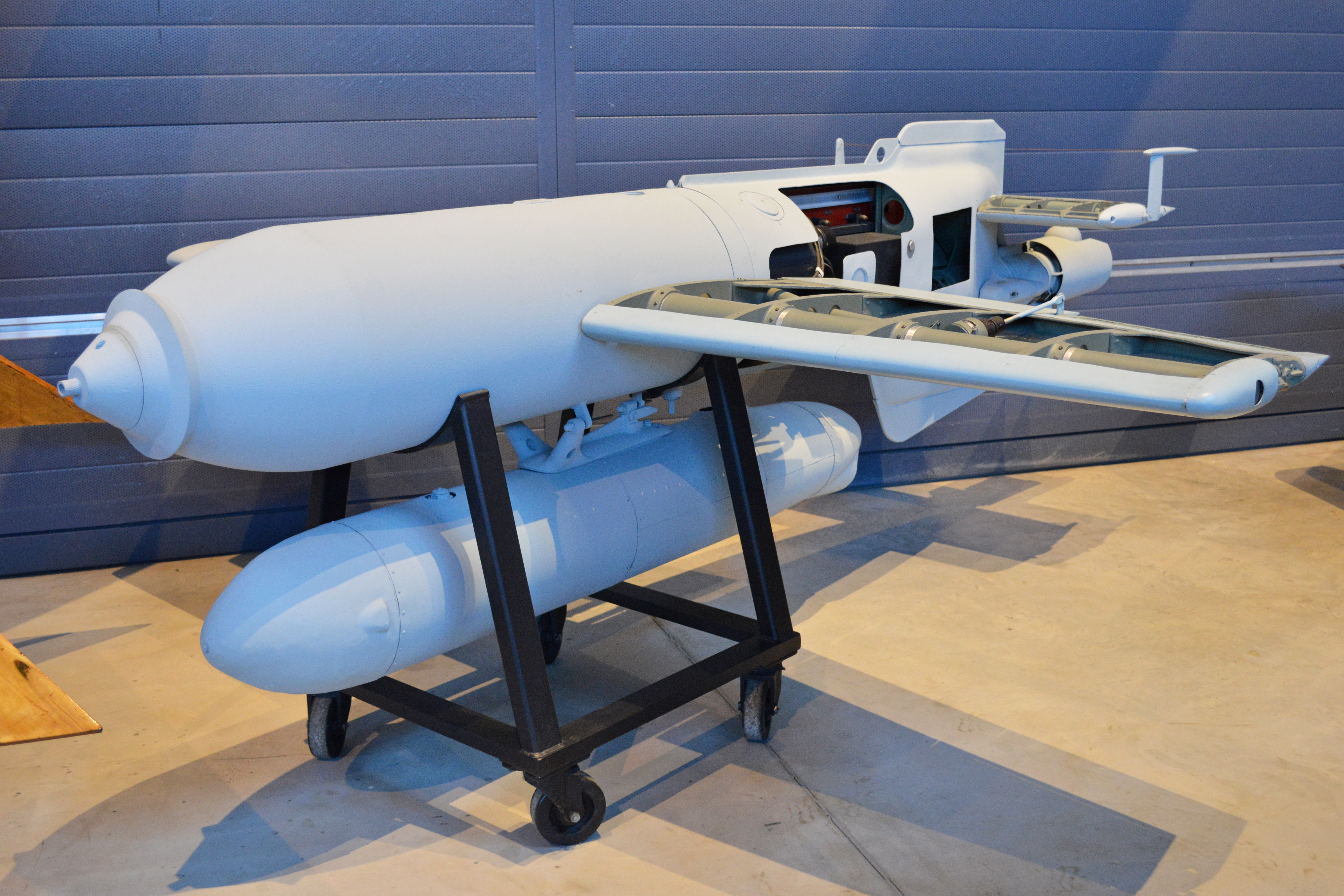
Henschel HS 293

Ab 1940 wurde in Berlin-Schöneberg die Gleitbombe Hs 293 entwickelt und produziert. Aus Kostengründen wurden bei der Produktion Verfahren mit höheren Maßabweichungen verwendet. Die ungenaueren Flügelmaße sollten durch individuelle Anpassungen der Flügelpositionen ausgeglichen werden, sodass im Flug keine Vibrationen auftraten.
Die hierfür erforderlichen Berechnungen waren sehr zeit- und dadurch arbeitsintensiv. Konrad Zuse schlug Herbert Wagner, dem Entwickler der Hs 293, im Jahr 1941 daher vor, diesen Berechnungsprozess zu automatisieren. Die Maschine wurde 1942 fertiggestellt.

## Funktionsweise
Zuse griff bei der Konstruktion der S1 auf seine zuvor entwickelte Z3 zurück, von der er einen Teil der Schaltkreise wiederverwendete. Teile des Schaltungsaufbaus verwendete er später für die Z11. Die S1 war im Unterschied zur Z3 nicht programmierbar und nutzte ausschließlich fest verdrahtete Logik. Die Programmierung war mit Schrittschaltrelais umgesetzt. Zum Einsatz kamen zudem etwa 800 herkömmliche Relais.
Es standen zwei Speicherzellen mit 10 Bits und sieben mit 15 Bits zur Verfügung. Zahlen wurden binär als Festkommazahlen repräsentiert. Der Rechner ließ sich nicht programmieren und konnte nur dem vorgesehenen Einsatzzweck entsprechend verwendet werden. Selbst eine Addition von zwei Zahlen war nicht möglich.

## Verwendung
Zunächst wurden die Messungen durchgeführt und händisch festgehalten. Erst danach wurde der Rechner gestartet.
Die Eingabe erfolgte über Druckknöpfe im Dezimalsystem auf drei Nachkommastellen genau. Der Messfortschritt wurde über eine eigene Reihe von Lämpchen abgebildet. Waren alle Messwerte in den Speicher übertragen, konnte der eigentliche Rechenvorgang gestartet werden. Nach der Berechnung konnten die Ergebnisse ebenfalls im Dezimalsystem über Lämpchen abgelesen werden.
Konrad Zuse stellte gegen Kriegsende mit dem Spezialmodell S2 eine verbesserte Version fertig. Diese wurde jedoch nicht mehr praktisch eingesetzt. Das Prinzip einer fest verdrahteten Spezialrechenmaschine griff er in den 1950er Jahren für einen Auftrag in der optischen Industrie wieder auf.